# لسلیدزه
لسلیدزه (به لاتین: Leselidze) یک منطقهٔ مسکونی در گرجستان است که در ناحیه گاگرا واقع شده‌است.